# Sternwarte am purpurnen Berg

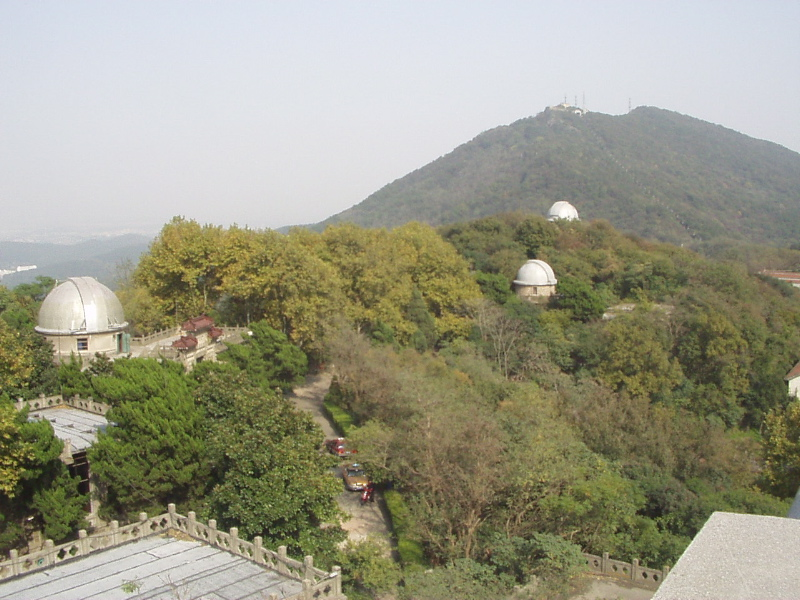
Die Sternwarte am purpurnen Berg

Die Sternwarte am purpurnen Berg (chinesisch 紫金山天文台, Pinyin Zĭjīnshān Tiānwéntái, W.-G. Tzu-chin-shan T’ien-wen-t’ai, englisch Purple Mountain Observatory, kurz: PMO, internationaler Code 330) ist eine Sternwarte im Außenbereich der Stadt Nanjing in der Volksrepublik China. Das alte Observatorium liegt im östlichen Stadtbezirk Xuanwu auf einer Hügelkuppe im Westen der Purpurberge in einer Höhe von 267 m über dem Meeresspiegel. Die neuen Forschungs- und Verwaltungsgebäude befinden sich nordöstlich davon im Stadtbezirk Qixia. Direktor der Sternwarte ist seit dem 30. September 2020 der Bahnverfolgungsexperte Zhao Changyin (赵长印, * 1966).

## Geschichte

### Hühnerkäfig-Berg

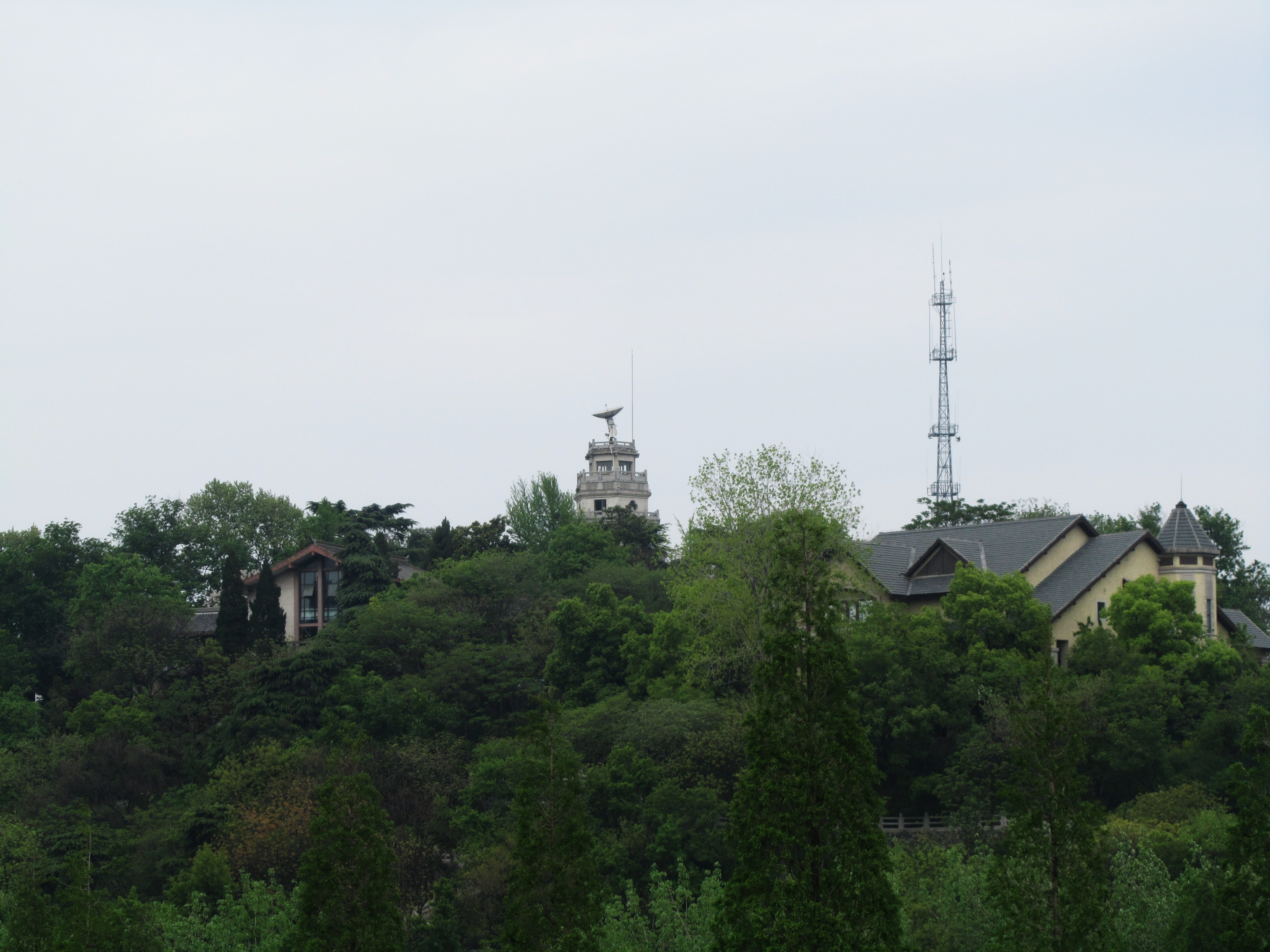
Hühnerkäfig-Berg (1930–2010 ein meteorologisches Observatorium)

Zu Beginn der Früheren Song-Dynastie (420–479), knapp zweihundert Jahre nach der Gründung der Universität Nanjing, wurde auf dem Hühnerkäfig-Berg (鸡笼山) im Nordosten des heutigen Stadtbezirks Gulou, einem Hügel in den nördlichen Ausläufern der Purpurberge, der heute als Beiji Ge (北极阁) bekannt ist, eine Sonnenbeobachtungsplattform (日观台) gebaut, damals umgangssprachlich auch als „Astronomenplattform“ (司天台) bekannt.
443 wurde nach einem Entwurf des Großastrologen (太史令) Qian Lezhi (钱乐之, 424–453) ein bronzener Himmelsglobus gegossen.
Im Jahr 462, dem 6. Jahr der Regierungsdevise Daming („Große Helligkeit“) von Kaiser Liu Jun, wurde von den Astronomen der Daming-Kalender (大明历) erstellt.
Während der Song-, Yuan- und Ming-Dynastie wurde die Sonnenbeobachtungsplattform mehrfach erweitert und 1381 zum Kaiserlichen Astronomischen Observatorium (钦天台) hochgestuft. Aus jener Zeit stammen das Gnomon, die Armillarsphäre, der Himmelsglobus und die vereinfachte Armillarsphäre, die heute auf dem Himmelsburg-Gipfel (siehe unten) zu besichtigen sind. Das 1280 nach einem Entwurf von Guo Shoujing hergestellte und 1437 duplizierte Gnomon diente zur Sonnenbeobachtung und zur Kalenderberechnung.
Mit der Armillarsphäre aus dem Jahr 1437 konnte man mittels drei Ringsystemen die äquatorialen, ekliptischen und horizontalen Koordinaten von Himmelskörpern bestimmen. Die Ringe sind unterteilt in Skalen von 365,25 und 100. Diese Art von Skalensystemen kennzeichnet die Eigenschaften der Astronomie im Alten China. Mit der vereinfachten Armillarsphäre, im Jahr 1437 nach einem Entwurf von Guo Shoujing hergestellt, konnten Deklination und Rektaszension von Himmelskörpern ohne gegenseitige Interferenz gemessen werden.

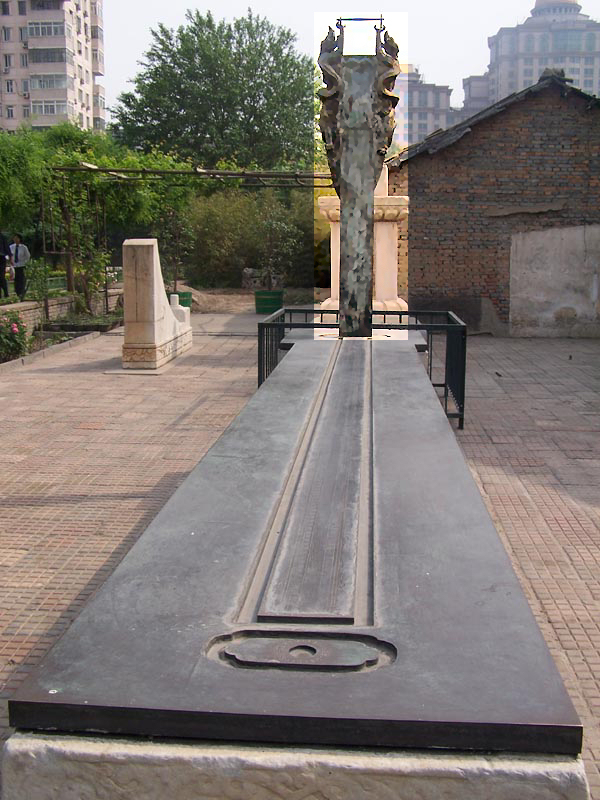
Replika des Nanjinger Gnomons in Peking
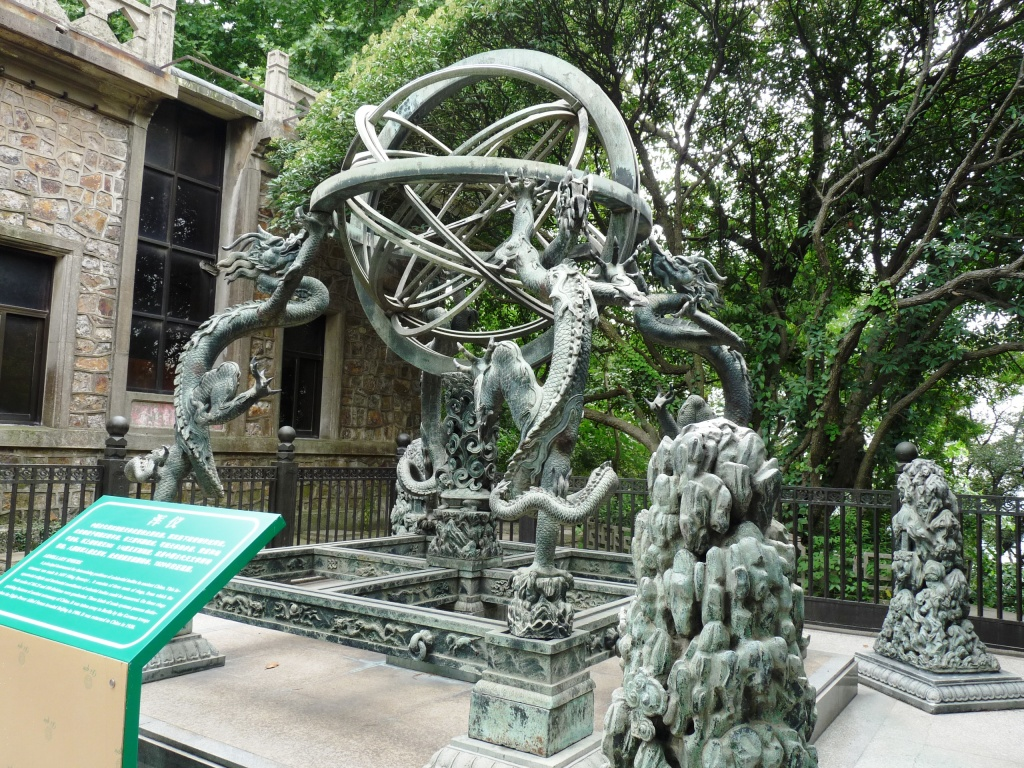
Armillarsphäre
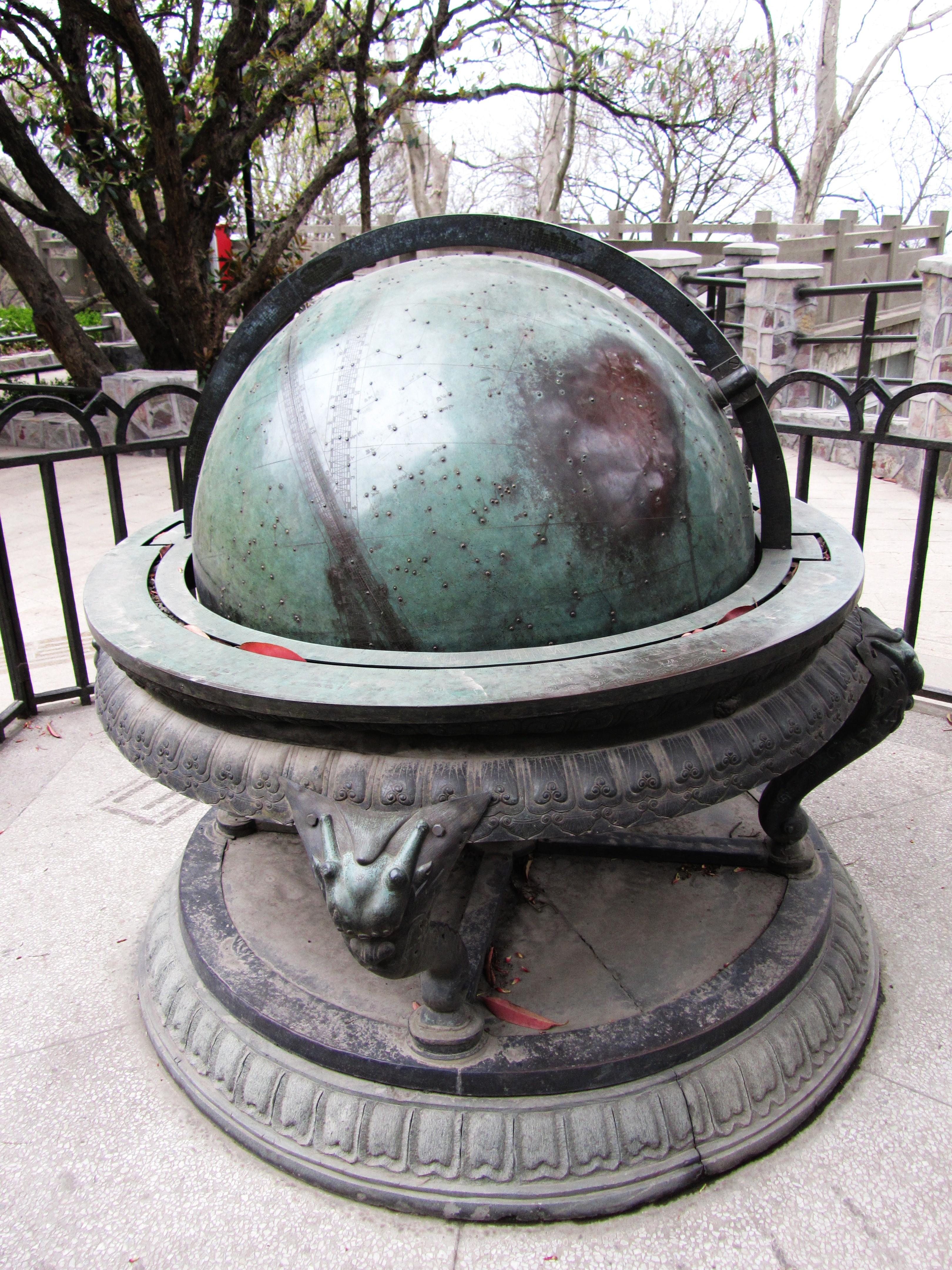
Himmelsglobus
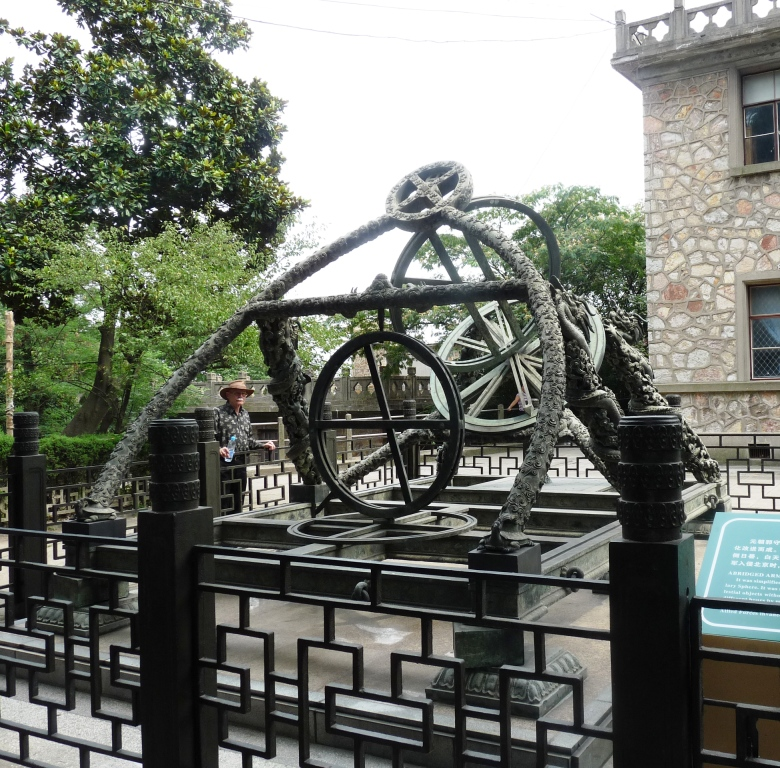
Vereinfachte Armillarsphäre

Nachdem Kaiser Zhu Di die Hauptstadt des Reichs 1421 von Nanjing nach Peking verlegt hatte, verwaiste das Observatorium auf dem Hühnerkäfig-Berg allmählich. 1442 wurde in Peking ein neues Observatorium gebaut, das heutige „Alte Observatorium von Peking“, und 1668 wurden die vier Instrumente auf Befehl von Kaiser Aisin Gioro Xuanye alle dorthin verbracht. Während des Boxeraufstands im Jahr 1900 wurde die vereinfachte Armillarsphäre von französischen Soldaten, die Armillarsphäre von deutschen Soldaten und der Himmelsglobus von unbekannten Dieben gestohlen – das Gnomon war zu schwer, um es wegzuschleppen. Der verschollene Himmelsglobus wurde 1903 im Auftrag der Qing-Regierung dupliziert. Die vereinfachte Armillarsphäre wurde 1905 und die Armillarsphäre 1920 wieder an China zurückgegeben. Als nach dem Mukden-Zwischenfall vom 18. September 1931 die japanischen Truppen immer weiter auf Peking vorrückten, reiste der junge Astronom Zhang Yuzhe (张钰哲, 1902–1986), der 1928 am Yerkes-Observatorium den Hauptgürtel-Asteroiden 3789 Zhongguo entdeckt hatte,
auf Anordnung von Yu Qingsong (余青松, 1897–1978), dem damaligen Direktor des Observatoriums, am 10. September 1932 nach Peking, um die Instrumente nach 264 Jahren nach Nanjing zurückzubringen, das damals noch als sicher galt.

### Himmelsburg-Gipfel

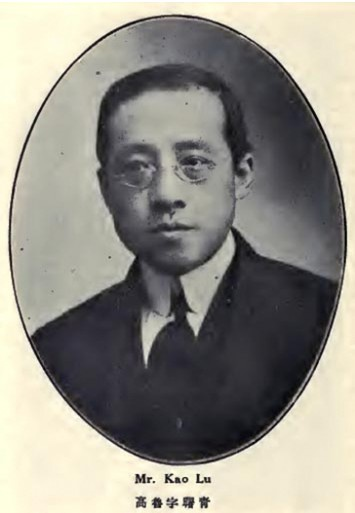
Gao Lu

Zu Beginn des 20. Jahrhunderts befand sich das Zentrum der chinesischen Astronomie in Peking. 1912, nach der Xinhai-Revolution und dem Sturz der Qing-Dynastie, wurde das Alte Observatorium von Peking in „Zentrales Observatorium“ umbenannt und dem Ministerium für Bildung unterstellt. Das Zentrale Observatorium wurde beauftragt, wie vorher das Kaiserliche Sternkundeamt die Berechnung des Kalenders durchzuführen. Zum Leiter des Observatoriums wurde Gao Lu (高鲁, 1877–1947) ernannt, der 1905–1909 an der Fakultät für Ingenieurwissenschaften der Université libre de Bruxelles studiert und dort mit einer Arbeit zu Berechnungsmethoden in der Mechanik promoviert hatte. 1913 schlug Gao Lu vor, Gelder bereitzustellen, um auf dem höchsten Gipfel der Purpurberge ein modernes astronomisches Observatorium zu bauen.
Aufgrund der damaligen politischen Verhältnisse konkretisierte sich dieses Vorhaben nicht. Gao Lu, der seit seiner Studienzeit der Tongmenghui bzw. Kuomintang nahestand, ging 1918 nach Europa, um die dortigen chinesischen Austauschstudenten zu betreuen. Nach seiner Rückkehr nach China im Jahr 1921 übernahm er wieder die Leitung des Zentralen Observatoriums in Peking und ließ zunächst dort ein modernes dreistöckiges Gebäude bauen, das den alten Turm aus der Ming-Dynastie als Observatorium ersetzte.
Unmittelbar nachdem die Nationalrevolutionäre Armee unter Chiang Kai-shek am 18. April 1927 Nanjing zur neuen Hauptstadt Chinas ausgerufen hatte, wandte sich Gao Lu an Cai Yuanpei, der damals die Vorbereitungsarbeiten für die Gründung der Academia Sinica leitete, und schlug erneut vor, in den Purpurbergen ein modernes astronomisches Observatorium zu bauen – die alte Plattform auf dem Hühnerkäfig-Berg war für ein meteorologisches Observatorium vorgesehen (seit 2010 ein Museum).
Noch im April 1927 begann man mit den Planungsarbeiten für ein Observatorium am heutigen Standort. Im Februar 1928, noch vor der offiziellen Gründung der Academia Sinica am 9. Juni 1928, wurde deren Institut für Astronomie (天文研究所) gegründet,
dessen Leitung Gao Lu übernahm, der weiterhin für den Bau des neuen Observatoriums zuständig war. Ende 1928 waren die Vermessungsarbeiten abgeschlossen.

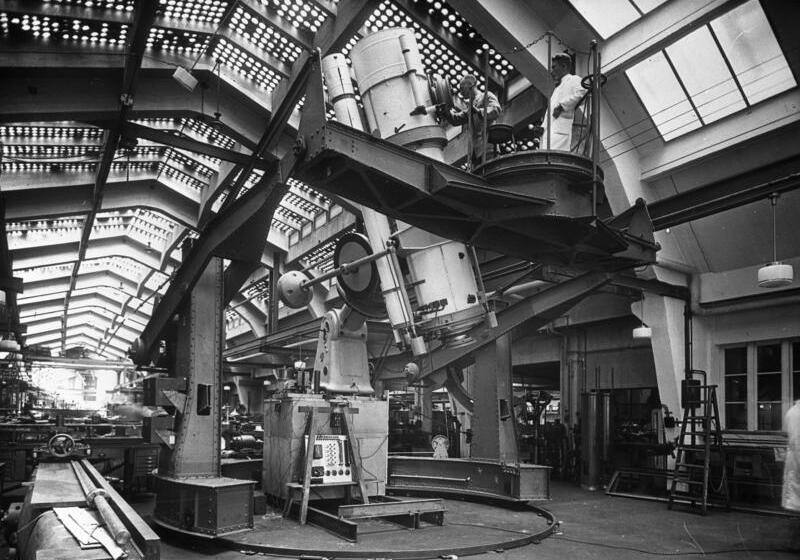
Das Zeiss-Spiegelteleskop vor der Auslieferung nach China

Anfang 1929 wurde Gao Lu zum chinesischen Botschafter in Frankreich ernannt. Seine Nachfolge als Leiter des Instituts für Astronomie trat Yu Qingsong an, Leiter des Instituts für Astronomie an der Fakultät für Physik der Xiamen-Universität.
Die ursprünglichen Planungen waren mit dem Bau des Sun-Yat-sen-Mausoleums in Konflikt geraten, und so wurde nun unter der Leitung von Yu Qingsong auf dem Himmelsburg-Gipfel (天堡峰), dem dritten Gipfel der Purpurberge, auf einem 3 ha großen Areal mit dem Bau des Observatoriums begonnen. Fünf Jahre später waren die immer wieder unterbrochenen Arbeiten abgeschlossen, und am 1. September 1934 wurde der Beobachtungsbetrieb aufgenommen. Die Baukosten hatten 190.000 Yuan betragen. Der Sitz des Instituts für Astronomie der Academia Sinica wurde nun direkt an das Observatorium verlegt, wo es in mehreren Gebäuden Büros, Arbeitszimmer, eine Bücherei und einen Sitzungsraum gab, dazu noch einen Blinkkomparator-Raum für die Suche nach veränderlichen Sternen und zwei Wohnheime für die Wissenschaftler und das Personal.
In der ersten Hälfte der 1930er Jahre wurde das Observatorium immer weiter ausgebaut. Als die Einrichtung am 23. August 1937 angesichts der japanischen Bedrohung geräumt wurde, gab es auf dem Himmelsburg-Gipfel insgesamt sechs mit Stahlkuppeln versehene Beobachtungsgebäude, wo sich unter anderem ein Schweizer Meridiankreis, ein 600-mm-Spiegelteleskop und ein 200-mm-Refraktor der Firma Carl Zeiss sowie ein aus den USA importiertes Sonnenspektrometer befanden. Die Forschung gestaltete sich kriegsbedingt nicht einfach, und neben der Beobachtung von Kometen und Asteroiden, Sonnenflecken und veränderlichen Sternen war eine der Hauptaufgaben des Observatoriums weiterhin die Erstellung von Kalendern, sowohl – im Auftrag des Innenministeriums – des chinesischen Kalenders als auch eines nautischen Kalenders für astronomische Navigation.

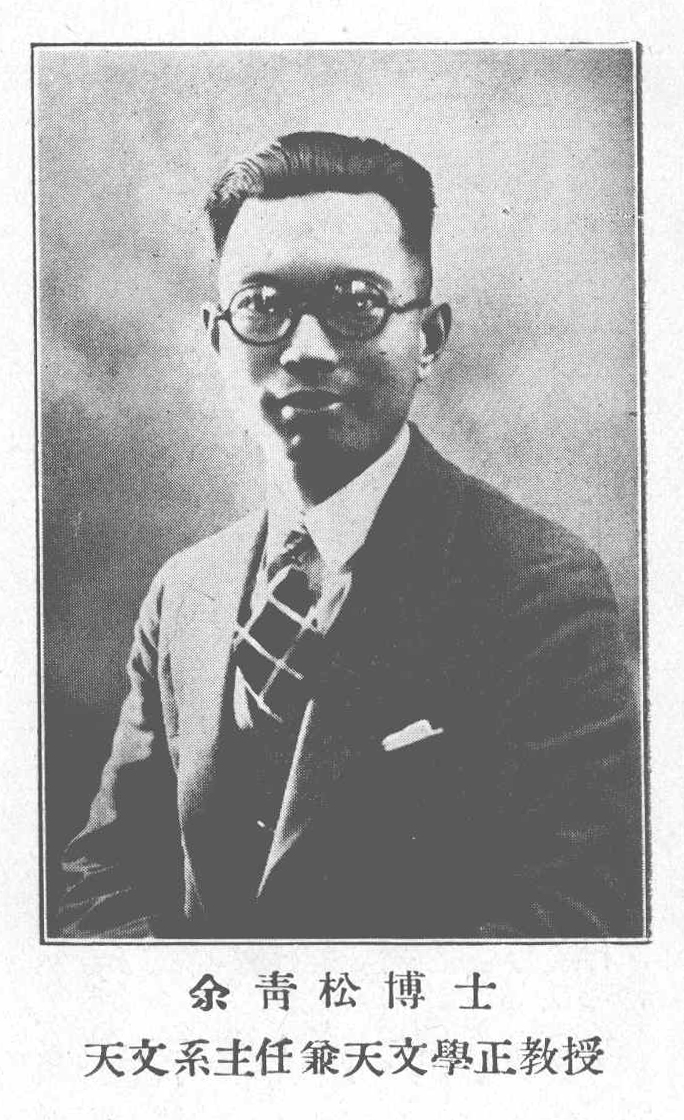
Yu Qingsong

Die Entscheidung der Academia Sinica nach Beginn der Schlacht um Shanghai am 13. August 1937, das Observatorium zu räumen, erwies sich im Nachhinein als richtig – im Dezember 1937 wurde die Einrichtung bei der Schlacht um Nanjing fast vollkommen zerstört. Die wenigen erhaltenen Gebäude dienten als Wohnhäuser, als durch die Rückverlegung der Hauptstadt der Kuomintang-Regierung ab April 1946 Wohnraum knapp wurde. Bereits im September begann dann der Wiederaufbau.
Direktor Yu Qingsong und seine Kollegen hatten sich 1937 unter Mitnahme des Meridiankreises, des Sonnenspektrometers, des Blinkkomparators und mehr als 300 fotografischen Platten mit Aufnahmen des Sternenhimmels und der Sonne über Changsha und Guilin nach Kunming in der südwestchinesischen Provinz Yunnan durchgeschlagen, wo sie ab Herbst 1938 das „Observatorium auf dem Phönixberg“ aufbauten, das heutige Astronomische Observatorium Yunnan.
Im November 1949, einen Monat nach der Gründung der Volksrepublik China, wurde die Chinesische Akademie der Wissenschaften gegründet, und am 6. April 1950 übernahm sie fünf in Nanjing angesiedelten Institute der Academia Sinica, darunter das Institut für Astronomie, das in „Sternwarte am purpurnen Berg“ umbenannt wurde.
Yu Qingsong hatte bereits 1947 das Land verlassen und war nun am Harvard-College-Observatorium in den USA tätig. Daher wurde am 20. Mai 1950 Zhang Yuzhe vom Staatsrat der Zentralen Volksregierung (中央人民政府政务院) zum Direktor der Sternwarte ernannt, ein Posten, den er bis Juli 1984 innehatte. Danach war er noch bis zu seinem Tod am 21. Juli 1986 Ehrendirektor des Observatoriums und brachte Schulklassen bei Führungen die Astronomie nahe.
Der Arbeitsschwerpunkt der Sternwarte unter Zhang Yuzhe lag bei der Suche nach Asteroiden und Kometen. An dem von Zhang persönlich geleiteten Labor für Planetologie (行星室) wurden bis 1984 mehr als 8600 fotografische Aufnahmen gemacht. 147 Asteroiden und drei Kometen wurden vom Minor Planet Center der Internationalen Astronomischen Union als Neuentdeckungen anerkannt (Stand vor 2023), darunter der periodische Komet 60P/Tsuchinshan (eine alternative Schreibung von „Zijinshan“ also „Purpurner Berg“), die Trojaner (2223) Sarpedon, (2363) Cebriones und (2456) Palamedes, sowie der ebenfalls nach der Sternwarte benannte Hauptgürtelasteroid (3494) Purple Mountain. 2023 wurde der Komet C/2023 A3 (Tsuchinshan-ATLAS) entdeckt.
Ende der 1980er Jahre nahm in Nanjing nicht nur die Lichtverschmutzung, sondern auch der Smog stark zu, sodass der Sternwarte immer höhere Kosten für die Reinigung der Linsen und Spiegel ihrer Teleskope erstanden. Daher wurde die Forschungstätigkeit zunehmend an die Außenstellen verlagert und in Nanjing nur noch Sonnenbeobachtungen durchgeführt. 1996 wurde die Sternwarte am purpurnen Berg vom Staatsrat in die Liste der Denkmäler der Volksrepublik China aufgenommen und ist seitdem primär ein Museum.

## Außenstellen

### Delhi
Im Jahr 1982 begann die ursprünglich auf optische Astronomie spezialisierte Sternwarte, im Norden der Provinz Qinghai auf einer Meereshöhe von 3200 m die „Radioastronomische Beobachtungsstation Delhi“ (德令哈射电天文观测站) aufzubauen, heute bekannt als „Beobachtungsstation Qinghai der Sternwarte am purpurnen Berg“ (紫金山天文台青海观测站). 35 km östlich von Delhi auf dem Gebiet der Einwohnergemeinschaft Yematan (野马滩社区) der Gemeinde Xuji (蓄集乡) gelegen und 1990 vollendet, befindet sich dort unter einer 21 m hohen geodätischen Kuppel eine Parabolantenne von 13,7 m Durchmesser, die mit einem hochempfindlichen Supraleiter-Isolator-Supraleiter-Empfänger für den Frequenzbereich 85–115 GHz, also Wellenlängen von 2,6–3,5 mm ausgerüstet ist. Delhi ist das einzige Radioteleskop für Millimeterwellen in China. Millimeterwellen sind zwar an sich empfänglich für Dämpfung durch den Wasserdampf in Nebel und Wolken, aber durch das kalte und trockene Hochlandklima in Qinghai hält sich die Beeinträchtigung in Grenzen. Nur im Juli und August, während der Regenzeit, wird das Teleskop für zwei Monate abgeschaltet und diese Zeit für Wartungsarbeiten genutzt.
Über die Beobachtung der Spektrallinien von Kohlenstoffmonoxid, Hydrogencarbonaten, Siliciummonoxid, Kohlenstoffmonosulfid etc. untersuchen die Astronomen in Delhi die Struktur von Molekülwolken, insbesondere unter dem Aspekt der Sternentstehung. Außerdem interessiert man sich dort auch für die weitere Entwicklung von Sternen, vom protoplanetaren Nebel (nicht zu verwechseln mit der protoplanetaren Scheibe) bis zu Supernovaüberresten.
Ab 2002 wurde die Station stark ausgebaut. So wurde ein VLBI-System installiert, das es möglich macht, zusammen mit weit entfernten Observatorien wie dem Large Millimeter Telescope in Mexiko Langbasisinterferometrie-Beobachtungen im Bereich von 3 mm Wellenlänge durchzuführen.
Es wurde ein 3×3 Mehrstrahl-Empfänger mit 18 Kanälen entwickelt, der 2010 an der Antenne installiert wurde,
2013 folgte ein verbessertes Steuerungssystem für besagten Empfänger.
Seit November 2011 wird mit der Anlage eine Durchmusterung der Milchstraße nach Kohlenstoffmonoxid und weiteren Gasen in der galaktischen Ebene durchgeführt – das sogenannte Milky Way Imaging Scroll Painting bzw. MWISP – die im September 2018 zu 60 % vollendet war. Man geht davon aus, dass das Projekt im Jahr 2023 abgeschlossen sein wird.[veraltet]
Seit 2004 verfügt die Beobachtungsstation auch über eine mobile Antenne mit einem Empfänger für 492 GHz, also einer Wellenlänge von 0,6 mm, dem sogenannten Submillimeter-Bereich.
Mit diesem im internationalen Sprachgebrauch Portable Submillimeter Telescope bzw. POST genannten Gerät, das eine Antenne von 30 cm Durchmesser besitzt, wird primär die großräumige Verteilung von neutralen Kohlenstoff-Atomen in der galaktischen Ebene untersucht.
Man arbeitet auf diesem Gebiet man unter anderem mit dem Atacama Large Millimeter/submillimeter Array in Chile und dem Submillimeter Array des Mauna-Kea-Observatoriums in Hawaii zusammen.
Außerdem gibt es in Delhi mehrere optischen Teleskope, die unter anderem von den Nationalen Astronomischen Observatorien der Chinesischen Akademie der Wissenschaften und der Pädagogischen Universität Westchina (西华师范大学) in Nanchong, Provinz Sichuan, betrieben werden.
Mit einem 1-m-Teleskop und einem 50-cm-Binokular-Teleskop für präzise Photometrie ist die Station seit Anfang 2009 an der Stellar Observations Network Group bzw. SONG beteiligt. Das 50-cm-Binokular gehört zu einem Unternetzwerk von SONG in der nördlichen Hemisphäre, dem 50 cm Binocular Network, kurz 50BiN, mit dem nach etwa einen Tag dauernden Mikrolinsen-Ereignissen gesucht wird, die von Exoplaneten verursacht werden.
Mit ihrem 1,2-m-Teleskop ist die Beobachtungsstation Delhi seit 2016 an quantenphysikalischen Experimenten mit dem Satelliten Micius beteiligt.

### Xuyi

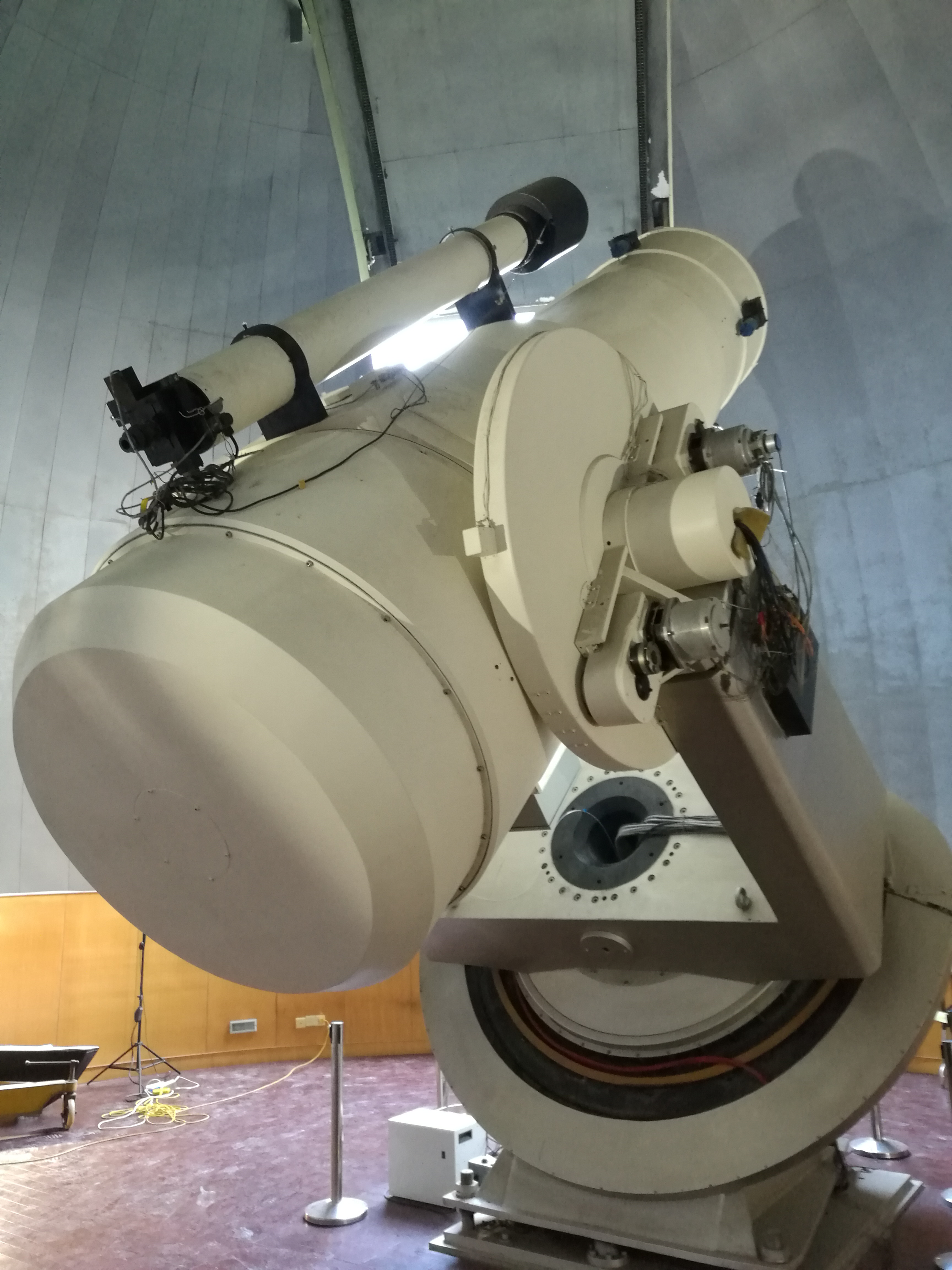
Xuyi-Schmidt

Im Jahr 1998 begann man mit der Suche nach einem Standort für ein neues optisches Observatorium, den man Anfang 1999 auf dem Paoma-Berg (跑马山) im Kreis Xuyi an der Grenze der Provinzen Jiangsu und Anhui in einer Höhe von 180 m über dem Meeresspiegel gefunden hatte. Nach mehr als einem Jahr Probebeobachtungen mit einem 35-cm-Teleskop, unterstützt von der Standortfindungsgruppe des Observatoriums Yunnan, fand im November 2001 die Grundsteinlegung für die „Astronomische Beobachtungsstation Xuyi“ statt (盱眙天文观测站, internationaler Code D29).
Rund 45 km südlich der Kreisstadt, weit ab von jeglicher Besiedelung und Industrie im Nationalen Waldpark Tieshan Tempel (铁山寺国家森林保护区) gelegen, herrschen dort sehr gute Bedingungen für optische Astronomie.
Der Paoma-Berg besitzt eine flache Kuppe, auf der das Observatorium steht, während die Hänge rundum steil abfallen. Dies sorgt für ein freies Blickfeld in alle Himmelsrichtungen.
Im August 2003 wurde das Observatorium in Betrieb genommen. 32° 44′ 14,5″ N, 118° 27′ 48,5″ O
Nachdem am Stammsitz der Sternwarte in Nanjing die zunehmende Lichtverschmutzung die Beobachtung von Asteroiden unmöglich gemacht hatte, wurde diese nach Nordchina verlagert. Das Astronomische Observatorium Peking rief im Mai 1995 das Beijing Schmidt CCD Asteroid Program ins Leben, im Rahmen dessen an der Xinglong Station bei Chengde mit einem 60/90-cm-Schmidt-Teleskop bis zum 15. September 2002 insgesamt 1303 Asteroiden entdeckt wurden.
Ab 1999 wurde das Teleskop in Chengde jedoch primär für den South Galactic Cap U-band Sky Survey verwendet, ein Kooperationsprojekt der Nationalen Astronomischen Observatorien der Chinesischen Akademie der Wissenschaften mit dem Steward Observatory der University of Arizona. Daher wurde im Oktober 2006 in Xuyi ein neues 104/120-cm-Schmidt-Teleskop mit einer Brennweite von 181 cm installiert, das größte seiner Art in China.
Während das Teleskop in Chengde mit einem 2048×2048-CCD-Sensor arbeitet, besitzt das Xuyi-Schmidt einen Sensor mit 4096×4096 Pixeln.
Die Grenzgröße am Standort beträgt bei weißem Licht und einer Belichtungszeit von 40 Sekunden 22,5 mag. Nach dreijährigem Probebetrieb wurde das Teleskop am 26. Dezember 2009 von einer Expertenkommission der Chinesischen Akademie der Wissenschaften für den Regelbetrieb freigegeben. Das Instrument war von Anfang an für die Suche nach erdbahnkreuzenden, also potentiell gefährlichen Objekten gedacht.
Daher erhielt es den Namen „Teleskop für erdnahe Himmelskörper“ (近地天体望远镜).
Daneben beteiligt man sich mit dem Schmidt-Teleskop auch an der Suche nach Weltraummüll im geostationären Orbit. Allein während des dreijährigen Probebetriebs wurden 2666 Trümmerstücke in diesem Bereich gefunden. Kurz nach seiner Installation wurde das Teleskop mit einem photometrischen System für mehrere Farben ausgerüstet, mit dem Vor- und Eicharbeiten für das im Juni 2007 in Betrieb genommene LAMOST-Teleskop der Xinglong Station durchgeführt wurden.
Zunächst bestand die Hauptaufgabe des Teleskops jedoch in der Suche nach erdnahen Objekten, international als Near-Earth objects bzw. NEO bezeichnet.
Im Rahmen des von 2006 bis 2015 laufenden NEO Survey Program (中国近地天体巡天计划) wurden in Xuyi insgesamt 681 Erdbahnkreuzer neu entdeckt.
Heute befasst sich die Arbeitsgruppe für NEO-Erkundung und Himmelskörper im Sonnensystem (近地天体探测和太阳系天体研究团组) jedoch auch mit anderen Dingen. So wurden zum Beispiel wissenschaftliche Vorarbeiten für die Tianwen-1-Mission zum Mars und die bis in den Asteroidengürtel führende Tianwen-2-Mission geleistet. Außerdem erforscht man die Bildung und Dynamik von Exoplanetensystemen sowie den inneren Aufbau von erdähnlichen Exoplaneten, für die bei der China Aerospace Science and Technology Corporation seit 2019 besonderes Interesse besteht.
Man beteiligte sich aber auch an der internationalen Erforschung des 1500 Lichtjahre entfernten Gasriesen CoRoT-9 b mittels der Transitmethode.
Speziell für die Suche nach Weltraummüll besitzt die Beobachtungsstation Xuyi seit 2006 auch ein 65/73-cm-Teleskop mit azimutaler Montierung, dazu noch einige kleinere Teleskope für spezielle Aufgaben.

### Ganyu
Seit 1934 ist einer der Forschungsschwerpunkte der Sternwarte am purpurnen Berg moderne Sonnenbeobachtung, nicht nur zum Zweck der Kalendererstellung, sondern auch was Sonnenaktivität, Sonnenflecken etc. angeht. Diese Forschungen wurden ab den 1950er Jahren verstärkt vorangetrieben, und am 19. Februar 1985 unterzeichnete die Sternwarte ein Übereinkommen mit der damaligen Kreisregierung von Ganyu ganz im Nordosten der Provinz Jiangsu (seit 2014 ein Stadtbezirk von Lianyungang) über die Errichtung eines Sonnenobservatoriums am Fuß des dem 365 m hohen Dawu-Bergs (大吴山).
Durch seine geografische Lage herrscht im Kreis Ganyu ein nordchinesisches, trockenes Klima, mit üblicherweise mehr als 2200 Sonnenstunden pro Jahr.
Am 11. August 1985 begann man, ein ehemaliges Sanatorium umzubauen und dort auf einem Turm mit freier Sicht nach Osten, Süden und Westen, also ganztägiger Verfolgung der Sonne, ein Binokularteleskop mit einer Apertur von 26 cm und einem Blickfeld von 4′ × 6′ zu installieren. Eine der beiden Röhren dient zur Beobachtung der Sonne in weißem Mischlicht, die andere zur Beobachtung der H-alpha-Linie im roten Licht bei einer Wellenlänge von 656,3 nm. Nach mehrjährigem Probebetrieb wurde das Teleskop am 22. August 1990 für den Regelbetrieb freigegeben. 34° 59′ 43,9″ N, 118° 57′ 35,3″ O
Hauptaufgabe der Sonnenbeobachtungsstation Ganyu (赣榆太阳观测站) ist die detaillierte Untersuchung der physikalischen Prozesse, die Sonneneruptionen und Spikulen auslösen. Gleichzeitig mit der Beobachtung dieser Phänomene auf der H-alpha-Line werden mit der zweiten Röhre des Binokulars, also im weißen Licht, die Sonnenflecken in dem anvisierten Gebiet beobachtet. Man hofft, auf diese Art Rückschlüsse auf die Zusammenhänge zwischen der Entwicklung von Sonnenflecken und den eruptiven Erscheinungen ziehen und letztere so eventuell vorhersagen zu können.

### Qingdao

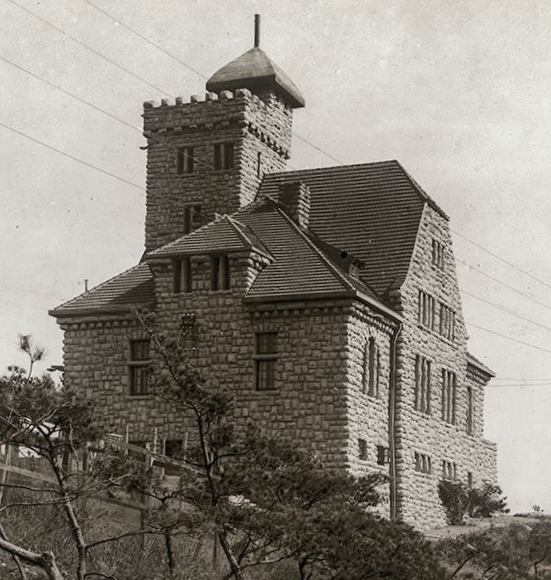
Kaiserliches Observatorium

Nach dem Juye-Vorfall, bei dem in der Nacht vom 1. auf den 2. November 1897 zwei deutsche Missionare ermordet wurden, wurde Qingdao am 14. November 1897 von deutschen Truppen besetzt. Am 6. März 1898 wurde mit der chinesischen Regierung ein Vertrag über die Pacht der Jiaozhou-Bucht über 99 Jahre abgeschlossen. Das „Deutsche Pachtgebiet Kiautschou“ war nicht der Kolonialabteilung des Auswärtigen Amtes, sondern dem Reichsmarineamt unterstellt.
Bei der Kaiserlichen Marine war man sich über das problematische Monsunklima in Asien völlig im Klaren. Schon als das Kanonenboot Iltis am 23. Juli 1896 bei Rongcheng während eines Taifuns gestrandet war und dabei 71 Seeleute ums Leben kamen, herrschte dort die Ansicht, dass einer der Gründe für das Unglück der Mangel an genauen Wettervorhersagen war. Nach mehrmonatigen Planungsarbeiten wurde nun in Qingdao am 14. Juni 1898 die Meteorologisch-Astronomische Station (气象天文测量所) eröffnet, die zusammen mit dem Hafenamt vom Adjutanten des Gouverneurs (damals Kapitän zur See Carl Rosendahl) geleitet wurde.
1905 wurde das ursprünglich in der Guantao-Straße (馆陶路) im Stadtbezirk Shibei beheimatete Observatorium an seinen heutigen Standort auf dem 79 m hohen Observatoriumsberg (观象山, ursprünglich „Wasserberg“ bzw. 水道山 genannt) im Norden des Stadtbezirks Shinan verlegt. 36° 4′ 10,9″ N, 120° 19′ 22,5″ O
In Bruno Meyermann hatte die Einrichtung ab 1909 einen promovierten Astronomen als Direktor. Neben astronomischen und geophysikalischen Beobachtungen, seismographischen Messungen und Messungen des Erdmagnetfelds war die Hauptaufgabe der Station aber weiterhin die Erstellung von Wettervorhersagen für die Schifffahrt. Auch die Berichte über erdmagnetische Störungen dienten der Navigation.
Die Grundsteinlegung für das Hauptgebäude fand am 11. Juni 1910 statt. Am 9. Januar 1912 war der von der Firma Paul Friedrich Richter nach einem Entwurf von Johann Heinrich Friedrich Schubart (1878–1955) ausgeführte Bau vollendet.
Bereits am 1. Januar 1911 war die Einrichtung offiziell in „Kaiserliches Observatorium in Tsingtau“ (皇家青岛观象台) umbenannt worden.

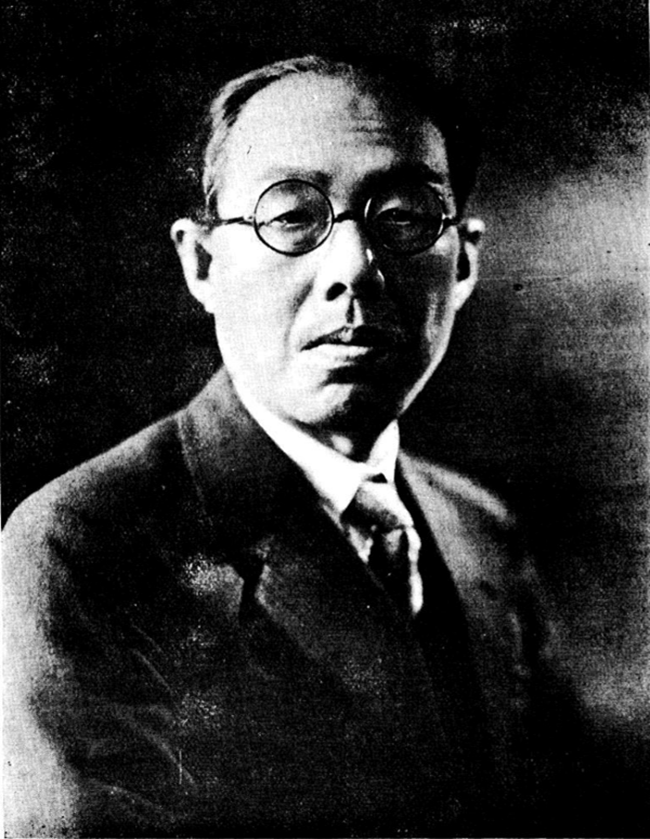
Jiang Bingran

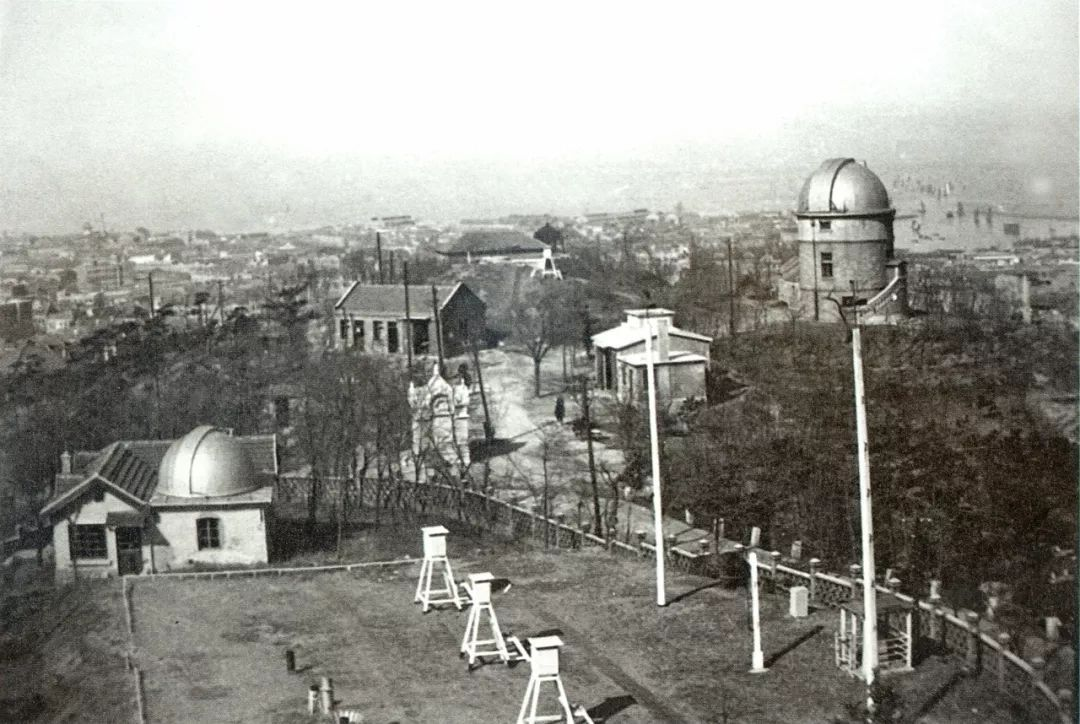
Blick vom Hauptgebäude nach Westen (1950er Jahre). Links die Beobachtungskuppel von 1925, rechts der Turm von 1931.

Vier Tage nach dem Eintritt Japans in den Ersten Weltkrieg am 23. August 1914 begannen japanische und britische Kriegsschiffe am 27. August 1914 eine Seeblockade Qingdaos. Am 7. November 1914 kapitulierten die deutschen Truppen und das Pachtgebiet wurde von Japan besetzt. Die „Abteilung für wichtige Häfen“ (要港部) der Kaiserlich Japanischen Marine übernahm das deutsche Observatorium und benannte es in „Klimamessstation“ (测候所) um. Bruno Meyermann wurde gefangen genommen, in diversen Lagern in Japan interniert und erst im Dezember 1919 wieder entlassen. Qingdao blieb nach Kriegsende weiterhin von Japan besetzt und wurde erst 1922 auf Druck der USA an China zurückgegeben. Laut einem Zusatzprotokoll zu dem am 1. Dezember 1922 unterzeichneten Rückgabevertrag blieb die Klimamessstation jedoch zunächst in der Zuständigkeit des Zentralen Meteorologischen Observatoriums Japans. Erst nach komplizierten Verhandlungen wurde die Station am 27. Februar 1924 endgültig an China zurückgegeben. Die Einrichtung wurde in „Observatorium des Vertragshafens Jiaozhou“ (胶澳商埠观象台) umbenannt, erster chinesischer Direktor wurde der Meteorologe Jiang Bingran (蒋丙然, 1883–1966).
Jiang Bingran war zwar Meteorologe und gründete am 10. Oktober 1924 zusammen mit Gao Lu die Chinesische Meteorologische Gesellschaft (中国气象学会) mit Sitz im Observatorium Jiaozhou,
gleichzeitig setzte er sich aber auch für die Astronomie ein. 1925 ließ er auf der Westseite des Messplatzes mit den meteorologischen Geräten ein eingeschoßiges, mit einer Stahlkuppel von 4 m Durchmesser versehenes Gebäude errichten, in dem ein vom Kaiserlichen Observatorium übernommener 16-cm-Refraktor mit azimutaler Montierung aufgebaut wurde. Mit diesem Fernrohr wurden Sonnenflecken-Beobachtungen durchgeführt.
Im Juli 1928 bewilligte die Chinesische Stiftung zur Förderung von Erziehung und Kultur (中华教育文化基金董事会) dem Observatorium eine Summe von 25.000 Yuan zum Ankauf astronomischer Instrumente. Mit diesem Geld wurde unter anderem ein sogenannter „Carte du Ciel“-Doppelrefraktor der Fabrik für optische Geräte Georges Prin in Frankreich bestellt.
Dieses bis heute für Sonnenbeobachtungen genutzte Teleskop besitzt zwei Röhren, eine davon, mit einem 32-cm-Objektiv, für fotografische Aufnahmen, die zweite, mit einem 20-cm-Objektiv, für direkte Beobachtung bzw. Ausrichtung des Teleskops.
Die Brennweite in beiden Röhren beträgt 358 cm. Während in Frankreich das Teleskop gefertigt wurde, baute man ab Juli 1930 auf dem Westgipfel des Observatoriumsbergs einen 14 m hohen Beobachtungsturm mit einer Stahlkuppel von 7,8 m Durchmesser. Am 30. Oktober 1931 waren die Bauarbeiten beendet, Anfang 1932 wurde das Teleskop geliefert, und am 23. April 1932 war es fertig installiert.
Nach dem Zwischenfall an der Marco-Polo-Brücke vom 7. Juli 1937 wurde das Observatorium im September 1937 auf Anordnung der chinesischen Zentralregierung in Nanjing evakuiert. Am 10. Januar 1938 besetzte die japanische Marine Qingdao und übernahm den Betrieb der Einrichtung, die am 1. Februar 1938 wieder in „Klimamessstation“ umbenannt wurde. Nun wurden dort nur noch Wetterbeobachtungen durchgeführt, aber weder Astronomie noch Forschungen zum Erdmagnetfeld betrieben. Als nach der Kapitulation Japans am 15. August 1945 Konteradmiral She Zhenxing (佘振兴, 1889–1963) von der Nationalchinesischen Marine am 20. Oktober 1945 das Observatorium übernahm, fand er zahlreiche der entsprechenden Geräte zerstört vor.
Am 2. Juni 1949 besetzte die Volksbefreiungsarmee die Stadt, und die Verwaltung des Observatoriums wurde zunächst von der Militärischen Kontrollkommission Qingdao (青岛市军事管制委员会) übernommen. Im September 1951 ging die Zuständigkeit dann an die Marine der Volksrepublik China über. Im März 1957 wurden die Aufgabenbereiche geteilt: Meteorologie blieb bei der Marine, während Astronomie, Erdmagnetismus und Erdbebenforschung der Chinesischen Akademie der Wissenschaften überlassen wurden, die die Verantwortung für das Observatorium Qingdao (青岛观象台) ihrerseits der Sternwarte am Purpurnen Berg übertrug.
Der Forschungsschwerpunkt in Qingdao lag weiterhin bei der Sonnenbeobachtung, insbesondere der genauen spektralen Zusammensetzung des sichtbaren Sonnenlichts in Abhängigkeit von der Sonnenaktivität. Eine weitere wichtige Aufgabe war die optische Satellitenbeobachtung. Am 4. Oktober 1957 startete die Sowjetunion den ersten künstlichen Erdsatelliten Sputnik 1. Elf Tage später, am 15. Oktober, unterzeichneten China und die Sowjetunion in Moskau das „Übereinkommen zwischen der Chinesischen Regierung und der Regierung der Sowjetunion über die Herstellung neuartiger Waffen und militärischer Ausrüstung sowie den Aufbau einer umfassenden Atomindustrie in China“. Auf der Basis dieses Übereinkommens wurde in China ab November 1957 das Satellitenbeobachtungs-Netzwerk der Chinesischen Akademie der Wissenschaften aufgebaut, mit zunächst 12 optischen Beobachtungsstationen.
Formalisiert wurde die Kooperation am 11. Dezember 1957 mit einem Zusatzabkommen zwischen China und der Sowjetunion zur Satellitenbeobachtung,
und 1958 wurde auch das Observatorium Qingdao in das Netzwerk integriert.
Aufgrund der militärischen Bedeutung der Satellitenbeobachtung wurde auch die sonstige Arbeit am Observatorium durch die Kulturrevolution 1966 kaum beeinträchtigt, das Personal wurde von den Roten Garden nicht weiter behelligt. Dies blieb auch so, als nach dem Ausbau der Bodenstationen des heutigen Satellitenkontrollzentrums Xi’an die optische Satellitenbeobachtung zurückgefahren wurde und im November 1971 die Satellitenbeobachtung in Qingdao eingestellt wurde.
Ab 1960 beteiligte sich das Observatorium auch für einige Jahre an der fotografischen Dokumentation und Bahnbestimmung von Asteroiden und Kometen. Dann konzentrierte man sich jedoch wieder auf die nicht durch Lichtverschmutzung beeinträchtigte Sonnenforschung. 2014 wurde auf dem Westgipfel des Observatoriumsbergs ein spezielles Chromosphärenteleskop zur Beobachtung von Protuberanzen installiert.

### Yao’an
Im Jahr 2006 beschlossen die Sternwarte am purpurnen Berg und die Chinesische Akademie der Wissenschaften, zusätzlich zur Beobachtungsstation Lijiang des Astronomischen Observatoriums Yunnan eine weitere optische Beobachtungsstation im Süden des Landes einzurichten. Auf der Basis von Daten des Wetteramts der Provinz Yunnan aus den Jahren 1995–2005 kamen 21 Kreise in die nähere Wahl, die ausreichend wolkenfreie Tage hatten, um für astronomische Beobachtungen geeignet zu sein. Nachdem eine Expertengruppe die 21 Kreise inspiziert hatte, wobei besonderes Augenmerk auf klare Nächte gelegt wurde – man beabsichtigte nicht Sonnen-, sondern Sternbeobachtungen – wurde die Auswahl auf die vier Kreise Huaping, Binchuan, Yao’an und Yuanmou eingegrenzt, die letzteren beiden im Autonomen Bezirk Chuxiong der Yi gelegen. Nach weiteren Untersuchungen einigte man sich schließlich auf den Westsee-Gipfel (西湖岭) am Westufer des Yangpai-Speichersee (洋派水库) westlich der Stadt Yao’an, wo der Himmel an mehr als 300 Tagen im Jahr weitgehend wolkenlos ist und sich die Lichtverschmutzung in Grenzen hält. 25° 31′ 39,8″ N, 101° 10′ 51,2″ O
Im April 2007 wurde ein entsprechender Vertrag geschlossen, und im Januar 2008 begann man mit den vorbereitenden Bauarbeiten für die „Astronomische Beobachtungsstation Yao’an“ (姚安天文观测站, internationaler Code O49),
die 40 Millionen Yuan verschlangen. Am 12. August 2008 fand die Grundsteinlegung für das eigentliche Observatorium statt,
wobei es allerdings zunächst nicht um Sternbeobachtung ging, sondern um den Bau eines sogenannten „Optoelektronischen Arrays“ (光电阵). Dieses von Zhao Changyin, seit 2020 Direktor der Sternwarte, entwickelte System für optische Interferometrie
dient primär zur Verfolgung von Objekten (aktiven Raumflugkörpern und Weltraummüll) in mittleren und hohen Umlaufbahnen.
In einer ersten Ausbaustufe wurden dazu ein Hauptgebäude und davor vier dreistöckigen Beobachtungstürme mit jeweils einer Stahlkuppel von 6 m Durchmesser gebaut, unter der sich jeweils ein 40/25-cm-Teleskop mit CCD-Sensor befindet.
Am 2. Juni 2009 war dieser Bauabschnitt mit einer Gebäudefläche von 1803 m² abgeschlossen. Die Kosten betrugen 100 Millionen Yuan.
Mit dem nächsten Bauabschnitt, bei dem ein Wohnheim und zunächst ein weiterer Turm für ein Weltraummüll-Teleskop errichtet wurden, vergrößerte sich die Gebäudefläche auf 5000 m². Dies kostete 200 Millionen Yuan, am 21. Mai 2011 waren die Bauarbeiten abgeschlossen.
In einer weiterentwickelten Version mit 20 Beobachtungstürmen wird das Optoelektronische Array „Optoelektronischer Zaun“ (光电篱笆) genannt.
Stand 2020 existierten jedoch erst sechs Türme. Die Lichtwellenleiter für die Verbindung zwischen den in den Teleskopen verwendeten CCD-Kameras mit 4096 × 4096 Pixeln und dem Rechenzentrum im Hauptgebäude können maximal 200 m lang sein.
Die vom Forschungszentrum für die Beobachtung von Zielen und Trümmerstücken im Weltraum zusammen mit dem Satellitenkontrollzentrum Xi’an betriebene,
eigentlich für Objekte in höheren Orbits gedachte Anlage wurde in den Jahren 2016/2017 auch dazu verwendet, um Vorhersagen über Weltraumschrott zu treffen, der dem in etwa 385 km kreisenden Weltraumlabor Tiangong 2 und seiner Besatzung gefährlich werden konnte.
Mittlerweile ist in der Beobachtungsstation Yao’an auch ein 80-cm-Ritchey-Chrétien-Cassegrain-Teleskop mit einer Brennweite von 10 m und einem 2048×2048-CCD-Sensor installiert, das zur hochpräzisen Bahnvermessung von Himmelskörpern dient. Als das Xuyi-Schmidt am 26. Februar 2020 den erdnahen Asteroiden 2020 DM4 entdeckte, nahm Yao’an zusammen mit Xuyi und zehn ausländischen Observatorien – China ist seit Februar 2018 Mitglied im International Asteroid Warning Network – an der Bahnbestimmung teil. Nach vier Tagen intensiver Arbeit konnte der Asteroid mit einem Durchmesser von 160 m als Amor-Typ klassifiziert werden, der der Erde zwar Anfang Mai 2020 bis auf 7,35 Millionen Kilometer nahekam, aber die Erdbahn nicht kreuzte und daher kein Einschlagsrisiko darstellte.

### Honghe
Mit dem Bau der Astronomischen Beobachtungsstation Honghe (洪河天文观测站) auf dem Gebiet der Staatsfarm Honghe (洪河农场) etwa 75 km östlich von Tongjiang, bezirksfreie Stadt Giyamusi, im Osten der Provinz Heilongjiang wurde im Juni 2003 begonnen. Dies ist das östlichste Observatorium Chinas.
Ähnlich wie bei der Beobachtungsstation Yao’an ist hier die Bezeichnung „Astronomisch“ etwas irreführend – die Station Honghe dient nicht der Forschung, sondern fällt in die bei der Chinesischen Akademie der Wissenschaften „Angewandte Astronomie“ (应用天文) genannte Kategorie. Stand 2020 befindet sich dort ein Optoelektronisches Array mit 40/25-cm-Teleskopen. Unter der zentralen Kuppel des Gebäudes befindet sich ein 90-cm-Teleskop zur Verfolgung von Objekten in mittleren und hohen Umlaufbahnen. Unter der östlichen und der westlichen Kuppel befindet sich je ein 40-cm-Teleskop, die beide gemeinsam angesteuert werden und so ebenfalls ein optisches Interferometer bilden.
Neben der Warnung vor Weltraumschrott bei den Shenzhou-Missionen ab 2005 war die Beobachtungsstation Honghe auch für die Sicherheit der Mondsonde Chang’e-1 zuständig, bis diese den Raum um die Erde verlassen hatte.